# اريك فريدمان
اريك فريدمان (بالإنجليزية: Eric Friedman)‏ هو عازف قيثارة وكاتب أغاني وموسيقي أمريكي، ولد في 28 يونيو 1984 في يوربا ليندا في الولايات المتحدة.

## وصلات خارجية
- اريك فريدمان على موقع ميوزك برينز (الإنجليزية)